# Église Saint-Clair de Biziat
L'église Saint-Clair est une église située en France sur la commune de Biziat, dans le département de l'Ain en région Auvergne-Rhône-Alpes.
Elle fait l’objet d'une inscription partielle au titre des monuments historiques depuis le 23 juin 1947.

## Localisation
L'église est située dans le département français de l'Ain, sur la commune de Biziat.

## Historique
La première référence d'une église à Biziat date de 875 et apparaît dans la charte de Charles le Chauve.
En 1774, le clocher est détruit et la voûte reconstruite à sa base. Néanmoins, le nouveau clocher ne sera édifié qu'en 1802.  Une cinquantaine d'années plus tard, en 1855, le porche est enlevé et la nef est agrandie d'une travée de 5,30 m.
Au début du XXe siècle, la voûte de briques de la nef est démolie.
L'édifice est inscrit au titre des monuments historiques en 1947, pour son chœur et sa chapelle sud.

## Architecture
Avec ses chapelles formant le transept, l'édifice a une surface de 363 m2.
La nef mesure 22,30 m sur 7,70 m alors que le chœur a une surface de 3,75 m par 7,10 m. Le clocher, élevé sur le chœur, est ajourné sur chaque face d'une ouverture géminée.
La flèche a une hauteur de 7,50 m et est recouverte de tuiles plates. La voûte avec double nervure repose sur des culots sculptés aux clés ornées, elle est éclairée par une fenêtre gothique à meneaux et à tympan.
Le vitrail primitif pourrait être l'œuvre des artistes qui ont réalisé les verrières de l'église de Brou. Des fragments de ce vitrail furent remplacés dans le réseau supérieur du vitrail actuel.
Enfin, le plus important vitrail représente la Résurrection du Christ.